# US Super Tour w biegach narciarskich 2021/2022
US Super Tour w biegach narciarskich 2021/2022 to kolejna edycja tego cyklu zawodów. Rywalizacja rozpoczęła się 4 grudnia 2021 r. w amerykańskim ośrodku narciarskim Grand Avenue Nordic Center, a zakończyła się 6 lutego 2022 r. w amerykańskim Craftsbury Outdoor Center.
W ostatnim sezonie tego cyklu (2019/2020) najlepsi byli Amerykanie: wśród kobiet Kaitlynn Miller, a wśród mężczyzn Gus Schumacher.

## Kalendarz i wyniki

### Kobiety
| Lp. | Data             | Miejscowość                | Dystans                             | 1. miejsce       | 2. miejsce        | 3. miejsce       |
| --- | ---------------- | -------------------------- | ----------------------------------- | ---------------- | ----------------- | ---------------- |
| 1.  | 4 grudnia 2021   | Grand Avenue Nordic Center | Sprint s. dowolnym (1.5 km)         | Becca Rorabaugh  | Alayna Sonnesyn   | Rosie Frankowski |
| 2.  | 5 grudnia 2021   | Grand Avenue Nordic Center | 5 km s. dowolnym                    | Rosie Frankowski | Alexandra Lawson  | Alayna Sonnesyn  |
| 3.  | 10 grudnia 2021  | Cable                      | 15 km s. dowolnym (start masowy)    | Rosie Frankowski | Alayna Sonnesyn   | Mariah Bredal    |
| 4.  | 11 grudnia 2021  | Cable                      | Sprint s. klasycznym (1.5 km)       | Alayna Sonnesyn  | Lauren Jortberg   | Rosie Frankowski |
| 5.  | 12 grudnia 2021  | Cable                      | 10 km s. klasycznym                 | Alayna Sonnesyn  | Becca Rorabaugh   | Rosie Frankowski |
| 6.  | 7 stycznia 2022  | Soldier Hollow             | Sprint s. klasycznym (1.3 km)       | Katharine Ogden  | Caitlin Patterson | Hannah Rudd      |
| 7.  | 15 stycznia 2022 | Lake Creek Nordic Center   | 5 km s. dowolnym                    | Rosie Brennan    | Sophia Laukli     | Novie McCabe     |
| 8.  | 16 stycznia 2022 | Lake Creek Nordic Center   | 10 km s. klasycznym (start masowy)  | Rosie Brennan    | Katharine Ogden   | Novie McCabe     |
| 9.  | 29 stycznia 2022 | Mt VanHoevenberg           | Sprint s. klasycznym (1.4 km)       | Katharine Ogden  | Becca Rorabaugh   | Alayna Sonnesyn  |
| 10. | 30 stycznia 2022 | Mt VanHoevenberg           | 10 km s. dowolnym (start masowy)    | Alayna Sonnesyn  | Rosie Frankowski  | Becca Rorabaugh  |
| 11. | 4 lutego 2022    | Craftsbury Outdoor Center  | Sprint s. dowolnym (1.6 km)         | Katharine Ogden  | Lauren Jortberg   | Ava Thurston     |
| 12. | 5 lutego 2022    | Craftsbury Outdoor Center  | 10 km s. klasycznym                 | Katharine Ogden  | Alayna Sonnesyn   | Rosie Frankowski |
| 13. | 6 lutego 2022    | Craftsbury Outdoor Center  | 7.5 km s. dowolnym (bieg pościgowy) | Alayna Sonnesyn  | Rosie Frankowski  | Katharine Ogden  |

### Mężczyźni
| Lp. | Data             | Miejscowość                | Dystans                            | 1. miejsce           | 2. miejsce               | 3. miejsce                |
| --- | ---------------- | -------------------------- | ---------------------------------- | -------------------- | ------------------------ | ------------------------- |
| 1.  | 4 grudnia 2021   | Grand Avenue Nordic Center | Sprint s. dowolnym (1.5 km)        | Tyler Kornfield      | Noel Keeffe              | Adam Witkowski            |
| 2.  | 5 grudnia 2021   | Grand Avenue Nordic Center | 10 km s. dowolnym                  | Zak Ketterson        | Kjetil Stuge Bånerud     | Adam Martin               |
| 3.  | 10 grudnia 2021  | Cable                      | 15 km s. dowolnym (start masowy)   | Philippe Boucher     | Adam Martin              | Zak Ketterson             |
| 4.  | 11 grudnia 2021  | Cable                      | Sprint s. klasycznym (1.5 km)      | Zak Ketterson        | Antoine Briand           | Bill Harmeyer             |
| 5.  | 12 grudnia 2021  | Cable                      | 15 km s. klasycznym                | Adam Martin          | Zak Ketterson            | Philippe Boucher          |
| 6.  | 7 stycznia 2022  | Soldier Hollow             | Sprint s. klasycznym (1.3 km)      | Magnus Bøe           | Karl Schulz              | James Clinton Schoonmaker |
| 7.  | 15 stycznia 2022 | Lake Creek Nordic Center   | 10 km s. dowolnym                  | John Steel Hagenbuch | Hunter Wonders           | Bernhard Flaschberger     |
| 8.  | 16 stycznia 2022 | Lake Creek Nordic Center   | 15 km s. klasycznym (start masowy) | David Norris         | Hunter Wonders           | Scott Patterson           |
| 9.  | 29 stycznia 2022 | Mt VanHoevenberg           | Sprint s. klasycznym (1.4 km)      | Zak Ketterson        | Peter Holmes             | Bill Harmeyer             |
| 10. | 30 stycznia 2022 | Mt VanHoevenberg           | 10 km s. dowolnym (start masowy)   | John Steel Hagenbuch | Adam Martin              | Peter Wolter              |
| 11. | 4 lutego 2022    | Craftsbury Outdoor Center  | Sprint s. dowolnym (1.6 km)        | Zak Ketterson        | Matias Bjørnflaten Øvrum | Étienne Hébert            |
| 12. | 5 lutego 2022    | Craftsbury Outdoor Center  | 10 km s. klasycznym                | Adam Martin          | Zak Ketterson            | John Steel Hagenbuch      |
| 13. | 6 lutego 2022    | Craftsbury Outdoor Center  | 10 km s. dowolnym (bieg pościgowy) | John Steel Hagenbuch | Adam Martin              | Zak Ketterson             |

## Klasyfikacje
| Lp. | Zawodniczka         | Punkty |
| --- | ------------------- | ------ |
| 1.  | Rosie Frankowski    | 427    |
| 2.  | Caitlin Patterson   | 346    |
| 3.  | Alayna Sonnesyn     | 333    |
| 4.  | Katharine Ogden     | 302    |
| 4.  | Becca Rorabaugh     | 302    |
| 6.  | Alexandra Lawson    | 282    |
| 7.  | Margie Freed        | 240    |
| 8.  | Sydney Palmer-Leger | 230    |
| 9.  | Mariah Bredal       | 223    |
| 10. | Hannah Rudd         | 215    |

| Lp. | Zawodnik             | Punkty |
| --- | -------------------- | ------ |
| 1.  | Adam Martin          | 372    |
| 2.  | John Steel Hagenbuch | 242    |
| 3.  | Zak Ketterson        | 237    |
| 4.  | Finn O'Connell       | 215    |
| 5.  | Logan Diekmann       | 182    |
| 6.  | Scott Patterson      | 179    |
| 7.  | David Norris         | 170    |
| 8.  | Karl Schulz          | 166    |
| 9.  | Magnus Bøe           | 155    |
| 10. | Braden Becker        | 139    |